# S.E.X.Appeal
S.E.X.Appeal ist eine deutsche Musikgruppe mit der Stilrichtung Dancefloor, Vocal-Trance.
Nachdem Lyane Leigh und Richard Michael Smith aka Raz-Ma-Taz das Dancefloor-Projekt E-Rotic aufgrund verschiedener Differenzen mit dem Produzenten David Brandes verlassen hatten, gründeten beide 1996 das Dance-Projekt S.E.X.Appeal. Trotzdem sang Lyane Leigh bis einschließlich 1998 weiterhin im Studio die Leadvocals für E-Rotic, auch wenn sie nicht länger auf der Bühne für das Projekt tätig war.
Als erste Single von S.E.X.Appeal wurde der Song Voulez vous coucher avec moi, der nicht im Zusammenhang mit LaBelles Lady Marmelade steht, ausgewählt. Das Lied konnte sich in Österreich in den offiziellen Charts platzieren.
1997 verließ Michael Smith S.E.X.Appeal, um zu Magic Affair zu wechseln. Monate später wurde der Sänger und Entertainer Gino Gillian der neue Partner an Lyanes Seite. Zusammen brachte das Duo die zweite Single Life Goes Up - Life Goes Down auf den Markt, die von Lyane Leigh und deren Bruder Thijs produziert wurde.
Im Februar 1998 kam es dann zur dritten Single Dirty Talk, die bei Jupiter Records veröffentlicht wurde. Sechs Monate später erschien die vierte Single Sex Is a Thrill with the Pill. Weitere Charterfolge konnten aber nicht erreicht werden, nach zwei weiteren erfolglosen Singles verließ auch Gillian die Gruppe.
Leigh führte als Solo-Sängerin S.E.X.Appeal weiter. Während der 2000er erschienen in größeren Abständen weitere Singles und auch zwei Alben. Die Sängerin trat auch weiterhin international auf, an die Erfolge der 1990er Jahre konnte sie aber nicht mehr anknüpfen.
Im August 2020 kündigte Lyane Leigh ein drittes Studioalbum an.

## Diskographie

### Singles
- Voulez-vous coucher avec moi (1996)
- Life Goes Up - Life Goes Down (1997)
- Dirty Talk (1998)
- Sex Is a Thrill with the Pill (1998)
- Do You Love Me (2004)
- Fragile Love (2006)
- Let Me Feel Your Sex Appeal (2007)
- Sensuality (2007)
- Voodoo Queen (2008)
- Love2Love (2008)
- Sex on the Phone (2009)
- Gimme (Safer Sex) (feat. Lazy Dee)  (2009)
- Poison Called Love (2011)
- Wild Beast (2012)
- Love Is The Code (2013)
- Sexy Boy (2018)
- Lose Control (2021)

### Alben
- Peeping Tom (1999)
- Sensuality (2007)
- Sensuality 2-Disc Version (2007)
- Sensuality - The Remix Album (2008)
- Reflections (2010)
- Peeping Tom Reloaded (2010)
- Peeping Tom Reloaded 2-Disc Version (2010)
- Russian Roulette (2013)
- Peeping Tom – Version 1999 (2020)

### Kompilationen
- Sexy Boy... (Best of 1999–2018)  (2019)

### Promosingles
- Hanky Spanky (1999)
- Manga Manic (1999)